# AIESEC
AIESEC（フランス語: Association Internationale des Etudiants en Sciences Economiques et Commerciales、アイセック）は、カナダのモントリオールに本部を置き、世界126以上の国と地域に4万人以上の会員を有する学生による国際的非営利組織である。学生団体としては世界最大である。正式名称はフランス語で「国際経済商学学生協会」という意味で、AIESECはそのフランス語による頭字語である。
2007年から国際連合経済社会理事会（ECOSOC）非営利組織(NGO)委員会に参加している。

## 概要
「国際的な視野に立ち、かつ自国の社会や人々の発展と成長に貢献しうる人財を世に送りだすこと」を活動理念としている。主幹事業は、海外インターンシップによる実務経験と国際理解の経験を提供すること（海外研修生交換事業）。
現在では、世界124以上の国と地域で活動している。日本には1962年に設立され、事務局と地区や大学毎の課外活動団体として活動している25の委員会で構成される特定非営利活動法人アイセック・ジャパン（AIESEC in Japan）があり、日本からの学生の送り出しと、海外からの学生の受け入れ等の事業を行っている。

## 協力企業・組織
2019年現在で公式サイトに掲載されている著名な企業、組織は以下の通り。発祥地の影響でヨーロッパ企業が多い。
- INGグループ
- アクセンチュア
- アジア開発銀行（ADB）
- イートン・コーポレーション
- エレクトロラックス
- シュナイダーエレクトリック
- DHL
- タタ・コンサルタンシー・サービシズ
- ネクサンス
- ノキア
- プライスウォーターハウスクーパース（PWC）
- プラン・インターナショナル
- マイクロソフト
- UCB

## 出身者
AIESECがアルムナイ（alumni）と呼んでいる元メンバーまたはインターン生には、以下の著名人がいる

### 日本以外
- ヘルムート・コール 元ドイツ首相[6]
- マルッティ・アハティサーリ 元フィンランド大統領[6]、ノーベル平和賞受賞者
- マリオ・モンティ 元イタリア首相[7]
- アレクサンデル・クファシニェフスキ 元ポーランド大統領[6]
- ヤネス・ドルノウシェク 元スロバキア大統領[6]
- Alec Erwin 南アフリカ貿易産業担当大臣[6]
- アニーバル・カヴァコ・シルヴァ 元ポルトガル首相[6]

### 日本
- 安井隆豊（安井家具社長、一橋大学委員会卒/1964）[8]
- 反町勝夫（弁護士、東京リーガルマインド会長、東京大学委員会卒/1965）[6]
- 小泉純一郎（内閣総理大臣、慶應大学委員会卒/1967）[6]
- 植山周一郎（マーガレット・サッチャー日本代理人、一橋大学委員会卒/1969）[6]
- 小尾敏夫（早稲田大学名誉教授、慶應大学委員会卒/1971）[6]
- 田中伸男（国際エネルギー機関事務局長、東京大学委員会卒/1972）[9]
- 武隈慎一（一橋大学名誉教授、一橋大学委員会卒/1973）[6]
- 石野博（関西ペイント社長、東京大学委員会卒/1975）[10]
- 佐藤博樹（東京大学名誉教授、一橋大学委員会卒/1975）[6]
- 高橋毅（米州開発銀行理事、一橋大学委員会卒/1975）[11]
- 高橋はるみ（北海道知事、一橋大学委員会卒/1976）[6]
- 各務茂夫（東京大学教授、一橋大学委員会卒/1982）[12] - アイセック・ジャパン会長
- 國領二郎 （慶應義塾大学教授、東京大学委員会卒/1982）[6]
- 清水順子（学習院大学教授、一橋大学委員会卒/1983）[13]
- 各務洋子（駒澤大学学長、一橋大学委員会卒/1985）[14]
- 内海州史（ワーナーミュージック・ジャパン社長、セガ副社長、一橋大学委員会卒/1986）[14]
- 岡俊子（明治大学教授、一橋大学委員会卒/1986）[14]
- 木俣佳丈（参議院議員、一橋大学委員会卒/1989）[6]
- 坂井学（衆議院議員、東京大学委員会卒/1989）[6]
- 竹中治堅（政策研究大学院大学教授、東京大学委員会卒/1993）[15]
- 小林司（リンクシェア・ジャパン共同社長、慶應大学委員会卒/1994)[16]
- 反町雄彦（弁護士、東京リーガルマインド社長、東京大学委員会卒/1999）[17]
- 大宮冬洋（フリーライター、一橋大学委員会卒/2000）[12]
- 高橋伸彰（フィル・カンパニー創業者・CEO、一橋大学委員会卒/2001）[18]

## ルーマニア女子大生殺害事件
2012年8月17日、ルーマニアの首都ブカレストから車で5分の郊外の道路脇で日本人と思われる若い女性の死体が発見され、アイセック・ジャパンを通じて南部クラヨバで日本語を教えるボランティア活動に参加するために、単独でルーマニアへ向かった学生であることが確認された。
事件前、被害者の女子大生は、Twitterで「ルーマニア着いてから一人で深夜電車に3時間乗らなきゃだから、それが最大の不安」「たどり着けたら奇跡だと思う」（原文のまま）等とツイートしていた。女子大生は、8月15日の午後8時過ぎにブカレスト空港に到着した。同日8時半ごろ、犯人と一緒に車に乗り込んだ。
海外の真夜中に女子大生を派遣し1人で行動させるなど、アイセック側の度重なる不手際が要因で発生したと指摘されている。
なお、逮捕の証拠として、以下のものが報道されていた。
- 空港の防犯カメラに、車に一緒に乗り込む映像が残っていた。
- 犯人が被害者の携帯電話を所持していた
- 犯人はデジタルカメラを転売していた。
- 遺体に残された組織の一部から犯人のDNAが検出された。

アイセック・ジャパンは8月20日の午後6時過ぎに「遺族の意向を踏まえ、一切の説明を差し控える」とのコメントを発表し、同日、公式サイトにも同内容の告知を掲載している。